# Limnopoa meeboldii
Limnopoa meeboldii là một loài thực vật có hoa trong họ Hòa thảo. Loài này được (C.E.C.Fisch.) C.E.Hubb. mô tả khoa học đầu tiên năm 1943.